# Sant Miquel de Rubió del Mig
Sant Miquel de Rubió del Mig és una església del municipi de Foradada (Noguera) protegida com a bé cultural d'interès local. L'església parroquial de Sant Miquel es troba al nucli de Rubió del Mig, formant part de l'illa de cases central, definit entre el carrer de Sant Miquel i el carrer de les Escoles, d'aquest petit nucli.

## Descripció
Es tracta d'un temple de planta rectangular d'una nau, orientat de nord-oest a sud-est, amb un immoble adossat a la façana nord-est. La façana principal afronta a llevant i està coronada amb un campanar d'espadanya. A banda i banda hi té adossades dues capelles laterals a manera de transsepte, amb una sagristia a l'angle oest i la capçalera recta. La teulada és a doble vessant amb el carener longitudinal.
L'aparell constructiu denota almenys dues fases de construcció. La part baixa de les façanes està feta a base de carreus més o menys regulars (amb un tènue encoixinat molt erosionat a la façana principal) de gres. Aquests carreus de la banda baixa es troben molt erosionats i afectats pel mal de la pedra. A partir de mitja alçada, des de la setena filada, els carreus són més regulars i polits i lligats amb morter de calç. Encara hi ha una tercera fase que va consistir en la modificació de la volta i l'aixecament de la teulada, circumstància que va obligar a fer créixer la part superior de les façanes laterals i posterior amb obra de carreuons irregulars. Només aquest tram d'aparell irregular es troba arrebossada amb morter de calç.

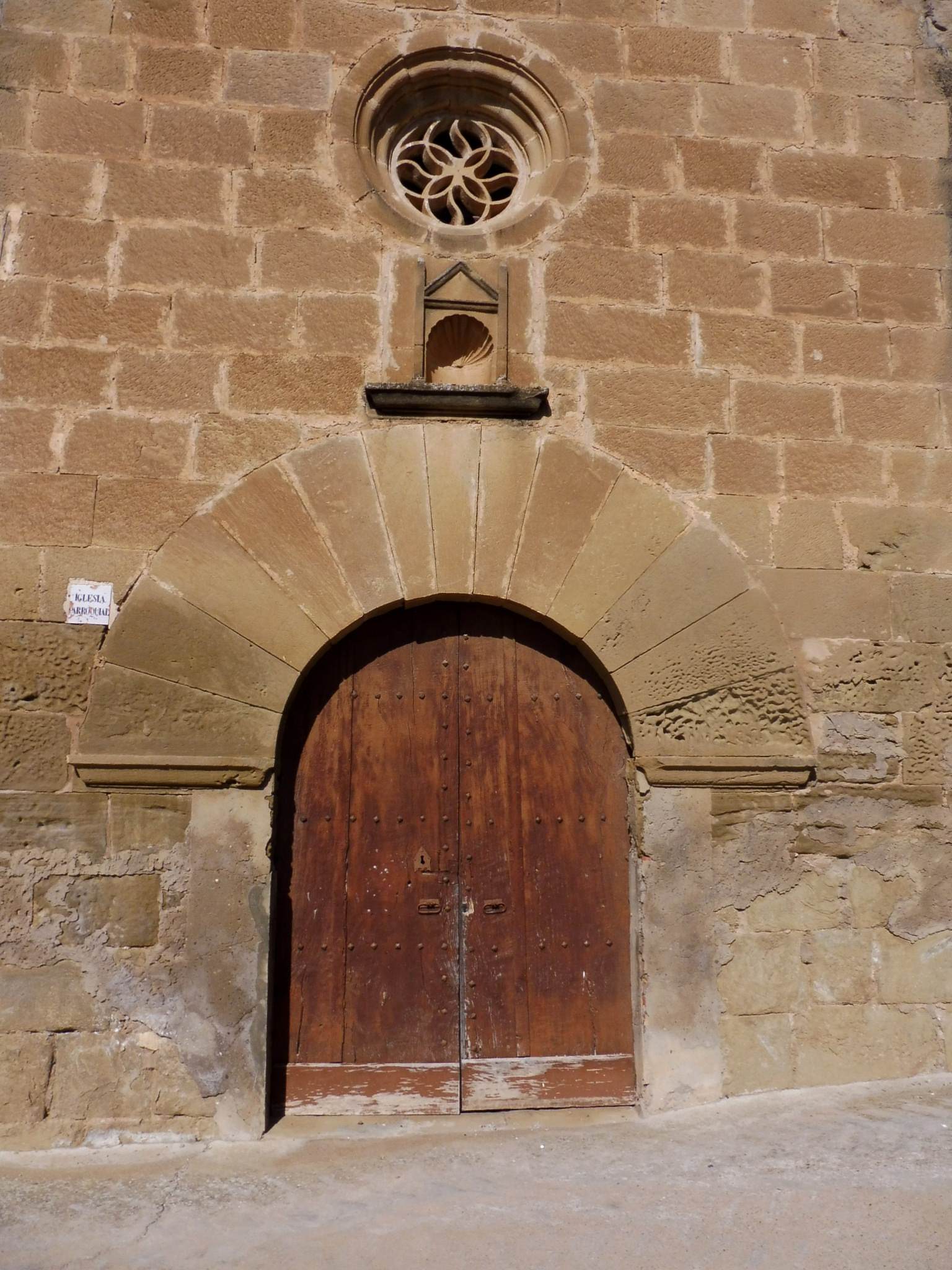
Detall de la portalada, fornícula i ull de bou

La façana principal conté l'únic accés en forma de portalada d'arc de mig punt de dovelles, amb la imposta exterior amb una motllura mixta de gola. A sobre de la portalada se situa una fornícula en forma de petxina sobre una motllura semblant a l'anterior. La petxina està flanquejada per un baix relleu que representa dos obeliscs i un frontó triangular. A sobre d'aquesta fornícula hi ha el rosetó, motllurat i amb traceria de pedra. Aquesta façana és coronada amb l'esmentada espadanya, de dos ulls d'arc de mig punt i rematada amb un frontó triangular.
La façana sud-oest conté dos contraforts i la capella lateral esquerra, amb teulada a doble vessant i el carener perpendicular a la nau central. A l'angle entre el presbiteri i la capella lateral hi ha la sagristia. Cal dir que hi havia originalment una altra capella lateral a la banda oposada, que actualment està integrada a l'immoble veí.
L'interior està cobert amb una volta de canó que integra tota la nau central. Les capelles laterals (encara que la de la dreta es troba tapiada en estar englobada a l'immoble veí) estan igualment cobertes amb volta. La volta central, de la mateixa manera que la coberta, va ser modificada i elevada. La decoració interior s'adiu amb els cànons renaixentistes i neoclàssics i es considera l'església, tot i l'origen en el segle xvi, un exemple d'art neoclàssic religiós.

## Història
L'actual parròquia de Rubió (agregat de Foradada, conegut antigament com a Rubió d'Agramunt o popularment com els Rubions, compost pels nuclis de Rubió de Dalt, del Mig i de Baix, aquest últim actualment deshabitat) es troba al petit nucli de Rubió del Mig, i és un edifici originalment bastit el segle xvi, d'estil renaixentista.